# Polianthion wichurae
Polianthion wichurae là một loài thực vật có hoa trong họ Táo. Được Siegfried Reissek mô tả khoa học lần đầu tiên năm 1848 dưới danh pháp Trymalium wichurae. Năm 2006, Kevin R. Thiele chuyển nó sang chi Polianthion thành Polianthion wichurae và xác định nó là loài điển hình của chi này.

## Mẫu định danh
Mẫu định danh là số 1220 trong bộ sưu tập mẫu cây của Ludwig Preiss; thu thập tại vùng đồi núi gồ ghề ở Blackwell (York, Tây Úc) năm 1840.

## Phân bố
Loài đặc hữu tây nam Tây Úc.

## Mô tả
Cây bụi cao 45 cm (1,5 ft). Các cành phân nhiều nhánh, các cành con trưởng thành hơn thì nhẵn nhụi, được lớp vỏ cây sẫm màu bảo vệ. Giống như lá, hoa và quả cũng được một lớp lông rậm bao phủ, bao gồm các chùm lông mịn và màu trắng xám. Lá so le, mọc chen chúc ở đầu cành, dài 5–6 mm, rộng 1,5 mm, cuống lá ngắn, thuôn dài-hình nêm, rất tù, đỉnh thường rộng đầu, nguyên, hơi dày, mặt trên lõm, mặt dưới lồi, không gân, cả hai mặt rậm lông màu trắng xám; lá kèm teo đi, màu trắng xám. Ngù hoa dạng cành hoa, hoặc ở đầu cành hoặc ở nách của một hoặc vài lá khác, từ lá áp chót hoặc nách gần áp chót của chồi ngọn (trong quả) thường 2-3 hoa, đôi khi chỉ 1 hoa tận cùng. Trục ngù hoa mang quả với 2-4 vết sẹt của các mấu đã rụng, không lá. Không thấy hoa. Quả đơn độc hoặc song sinh, với lá đài, cánh hoa và nhị hoa bền đỡ phía đáy, gần như rủ xuống, dài 3 mm, hình con quay hoặc hình nón ngược, là quả nứt tổng thể gồm 2 phân quả. Các phân quả chẻ từ đỉnh đến đáy, vết nứt dọc có khe hở. Hạt thuôn dài, bóng láng, được một dây rốn hạt mỏng và ngắn đỡ.